# 청명상하도
청명상하도(淸明上河圖)는 중국 북송시대 한림학사였던 장택단이 북송의 수도였던 카이펑의 청명절 풍경을 그린 그림을 말한다.

## 관련 논저
- 톈위빈 지음, 김주희 옮김, 《청명상하도》, 글항아리, 2024년

## 같이 보기
- 중국화 (회화)